# Lignum crucis

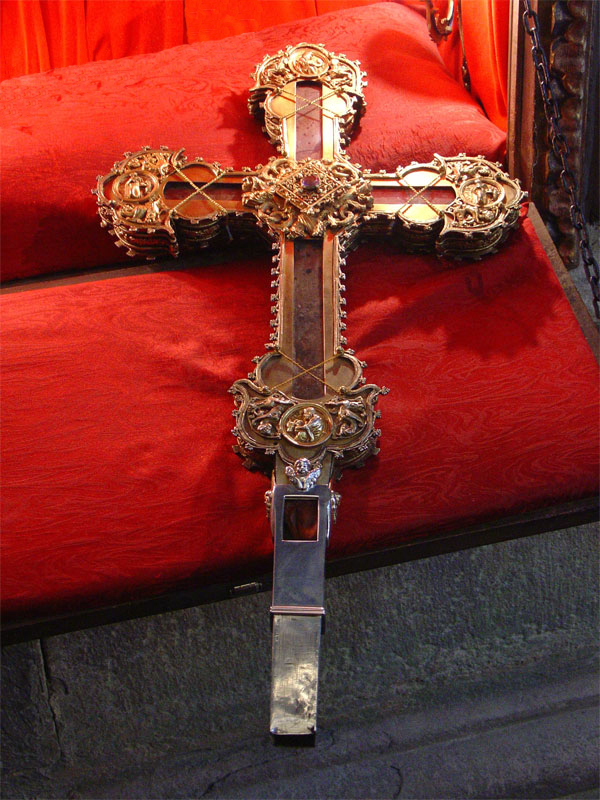
Lignum crucis del monasterio de Santo Toribio de Liébana (Cantabria, España), considerado por la Iglesia católica como el trozo más grande que perdura hasta el presente de la cruz de Cristo

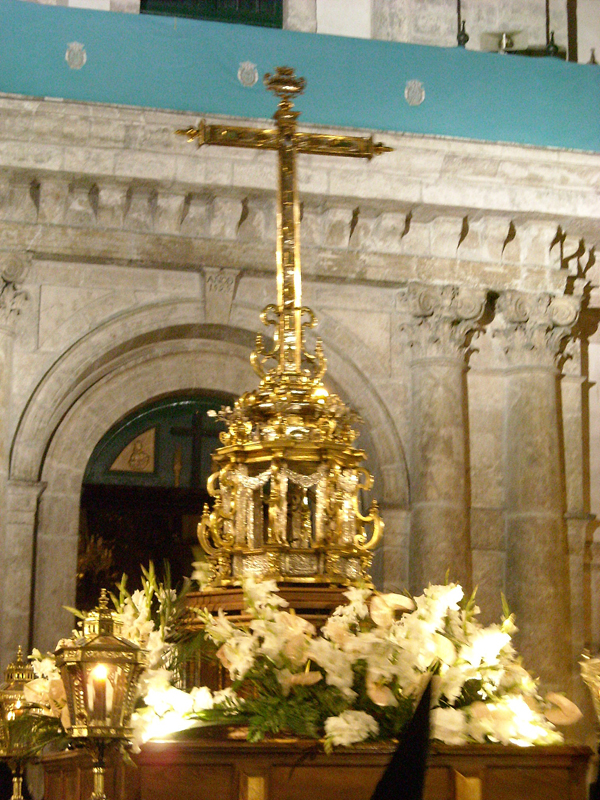
Relicario del lignum crucis de la Cofradía de la Santa Vera Cruz de Valladolid (anónimo, 1500-1550), el último de los ocho pasos que en la noche de Jueves Santo realiza la cofradía en su procesión de Regla

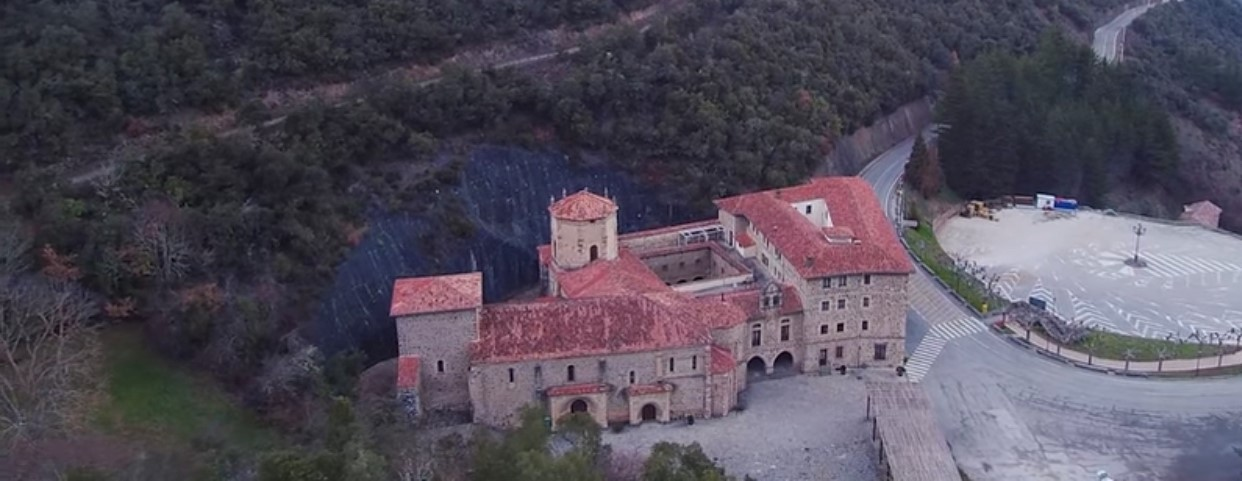
Monasterio de Santo Toribio de Liébana, donde se encuentra el fragmento más grande de la cruz de Cristo

El lignum crucis (literalmente, «madera de la cruz») es una reliquia del cristianismo que se refiere al madero o Vera Cruz usado por los romanos para crucificar a Jesús de Nazaret. Es considerada una reliquia de primer orden por el catolicismo y en la Iglesia ortodoxa.

## Historia
Hacia el año 326 la emperatriz Helena de Constantinopla (madre del emperador Constantino I el Grande) hizo demoler el templo de Venus que se encontraba en el monte Calvario, en Jerusalén, y excavar allí hasta que le llegaron noticias de que se había hallado la Vera Cruz. El viaje se había realizado con objeto de encontrar el Santo Sepulcro, que se hallaba perdido. Se inició la búsqueda debido al culto de la cruz, desde la muerte de Jesucristo.

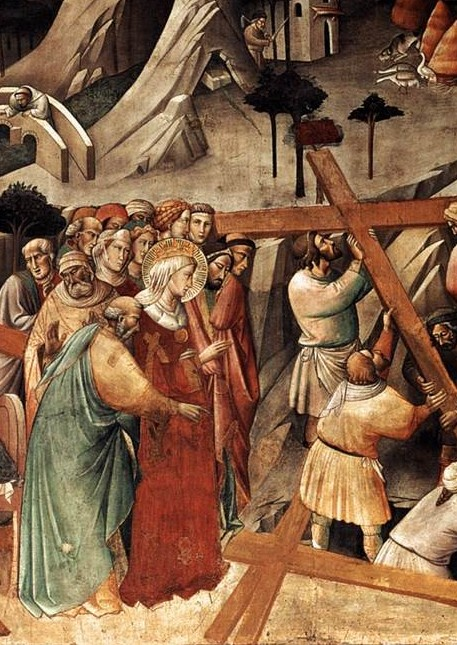
El hallazgo de la santa Cruz, por Agnolo Gaddi, Italia,.

Según la Leyenda dorada de Santiago de la Vorágine, cuando la emperatriz (que entonces tenía ochenta años) llegó a Jerusalén, hizo someter a interrogatorio a los judíos más sabios del país para que confesaran cuanto supieran del lugar en el que Cristo había sido crucificado. Después de conseguir esta información, la llevaron hasta el Monte de la calavera (el Gólgota), donde el emperador Adriano, 200 años antes, había mandado erigir un templo dedicado a la diosa Venus. Se cree que en realidad el Gólgota era una antigua cantera abandonada con un macizo rocoso, poco útil para la construcción, que quedó sin utilizar y constituyó posteriormente el patíbulo donde colocaban las cruces los romanos. Esta cantera estaba fuera de la muralla, pero cercana a ella.
Santa Helena ordenó derribar el templo y excavar en aquel lugar, en donde según la leyenda encontró tres cruces: la de Jesús y la de los dos ladrones. Como era imposible saber cuál de las tres cruces era la de Jesús, la leyenda cuenta que Helena hizo traer un hombre enfermo, el cual al entrar en contacto con la cruz de Gestas empeoró en su salud, y al ser tocado con la cruz de Dimas quedó como había estado al principio, pero cuando fue tocado por la de Jesús, la Verdadera Cruz, se restableció por completo. El hallazgo de la reliquia se conmemoraba antiguamente en el mes de mayo con el nombre de fiesta de la Invención de la Santa Cruz (fiesta el 3 de mayo), nombre que se conserva aún en algunos pueblos, como es el caso de Guadilla de Villamar o en San Martín de Pusa.
La emperatriz y su hijo Constantino hicieron construir en el lugar del hallazgo un fastuoso templo, la llamada Basílica del Santo Sepulcro, en la que guardaron la reliquia. Mucho después, en el año 614, el rey persa Cosroes II tomó Jerusalén y, tras la victoria, se llevó la Vera Cruz y la puso bajo los pies de su trono, como símbolo de su desprecio a la religión de los cristianos.
Tras quince años de luchas, el emperador bizantino Heraclio lo venció definitivamente en el año 628. Poco después, en una ceremonia celebrada el 14 de septiembre de ese año, la Vera Cruz regresó a Jerusalén. Fue llevada personalmente por el emperador, en una procesión conducida  a través de la ciudad. Dice la leyenda que cuando el emperador, vestido con gran magnificencia y pompa, quiso cargar con la reliquia, fue incapaz de hacerlo, no siéndole posible hasta que no se despojara de todas las galas como muestra de la pobreza y la humildad de Cristo. Desde entonces, ese día quedó señalado en los calendarios litúrgicos como el de la Exaltación de la Santa Cruz.

## Hallazgo de la reliquia
Tras el Concilio de Nicea, Helena, madre del emperador Constantino, se habría trasladado a Jerusalén junto con una delegación imperial. No hay datos exactos del motivo de la visita ni del año, solo se sabe que fue entre los años 325 y 327. Eusebio de Cesarea indica que la intención de Constantino era erigir una iglesia del Santo Sepulcro (cf. Historia de la Iglesia IX III 41). Sin embargo, Eusebio no narra el descubrimiento de la vera crux («cruz auténtica»), se cree que por no reducir la gloria de Constantino en relación con el descubrimiento del Santo Sepulcro.
Es Gelasio, también de Cesarea y discípulo de Eusebio, quien narra en su Historia de la Iglesia (escrita hacia el 390) los detalles del descubrimiento. Aunque el texto quedó perdido, contamos con una cita de la obra en la Historia de la Iglesia de Rufino (cf. X 7) que dice lo siguiente:

Alrededor del mismo período, Elena, la madre de Constantino, una mujer incomparable por fe, religiosidad, inigualable grandeza moral, se fue de viaje (...) a Jerusalén y allí se informó entre sus habitantes acerca del lugar en el que el cuerpo de Jesús había sido clavado a la cruz. Este lugar era muy difícil de individuar porque los primeros perseguidores habían erigido allí una estatua a Venus, ya que, cuando un cristiano quería venerar a Cristo en aquel lugar, parecía que rendía culto a Venus. Por esta razón, aquel lugar era poco frecuentado y casi había caído en el olvido. Pero cuando, como se decía, la pía mujer se dirigió al lugar que le había sido indicado por una señal celestial, hizo derribar cuanto había de vergonzoso y penoso y removió la construcción hasta lo profundo.

Análoga narración se encuentra en Alejandro de Chipre en su Inventio crucis y en Sócrates Escolástico que lo describe en su Historia ecclesiae añadiendo que el templo a Afrodita estaba todavía en pie cuando llegó Elena.

### LaLeyenda áurea
En la Leyenda áurea (o Leyenda dorada) de Jacobo de la Vorágine, del siglo XIII, se indican detalles de cariz antisemita sobre el hallazgo de la cruz. Se dice allí que Elena, al llegar a Jerusalén, se reunió con los judíos que vivían allí pues le habían dicho que ellos tenían escondida la cruz. Ellos se negaron a decirle dónde la tenían, pues había una profecía que indicaba que si era encontrada por los cristianos «desde ese momento la gente judía no reinaría más». Entonces, Elena montó en cólera y amenazó quemar a todos los judíos de la ciudad y ante tal amenaza, le fue entregado un tal Judas que, según decían, sabía el lugar donde había sido escondida la cruz. Tras diversas torturas, consintió en llevar a la emperatriz al lugar y al estar sobre él, se difundió un perfume y un leve temblor del suelo. Judas se convirtió, se bautizó tomando el nombre de Ciríaco y él mismo cavó hasta encontrar las tres cruces que estaban bajo aquel sitio. Luego las colocó a los pies de la emperatriz. Para descubrir cuál de las tres era la del Señor, Elena hizo detener un cortejo fúnebre que pasaba por allí y acercó al muerto a cada una de las cruces. Ante la última, el muerto resucitó y se pudo comprobar así que esta era la cruz verdadera. Ciríaco, según esta leyenda habría sido obispo de Jerusalén tras Macario.

### El hecho histórico
El hallazgo, como se ha mencionado, es atestiguado por varias fuentes históricas. Ahora bien, el historiador Jan Villem Drijvers afirma que la «leyenda» habría sido puesta en circulación hacia el año 350 con la intención de autorizar un cierto primado para Palestina. Sin embargo, esta explicación ha sido muy contestada debido a que la mayoría de los testigos estaban vivos en aquel entonces y habrían dejado trazas de su disconformidad con las narraciones que andaban circulando. Además, el primado de Palestina era ya una realidad debida a las obras arquitectónicas encargadas por Constantino. 
Según los datos ofrecidos por los historiadores de la época, Elena vigilaba las labores de desmantelamiento del foro occidental de un templo consagrado a Afrodita. Mientras se realizaban estos trabajos, se encontraron las tres cruces, los clavos y el titulus crucis (el letrero mandado poner por Pilato a la cruz). 
El problema vino para saber cuál de las tres cruces era la del Señor. Así, Teodoreto de Ciro dice: «No estaban seguros de cual de ellas había sostenido el cuerpo del Señor y recogido las gotas de su preciosa sangre» (Historia de la Iglesia I 17). Al parecer se encontró el titulus sobre la cruz del centro, lo que ayudó a distinguir cuál era. Así lo narra Ambrosio de Milán (De obitu Theodosii 45) y Juan Crisóstomo (Homilías sobre el evangelio de Juan 85). Sin embargo, Elena seguía llena de dudas (cf. Sócrates Escolástico, Historia de la Iglesia I 17). Según otras narraciones, la verificación se llevó a cabo por la curación milagrosa de una mujer enferma de «grave mal» (cf. Teodoreto de Ciro, Historia de la Iglesia). De cualquier forma, lo más probable es que la distinción se haya hecho gracias a las marcas de los clavos pues el Evangelio de Juan dice que solo Cristo fue clavado a la cruz.
Elena misma, al volver a Roma, decidió que la cruz fuera partida en dos de manera que una parte de ella pudiera trasladarse a la capital del imperio. También el titulus fue partido en dos con idéntica motivación. Luego hay testimonios de Cirilo, obispo de Jerusalén (seguramente testigo del hallazgo) que dice en sus Catequesis: «todavía se puede ver hoy» (cf. Cat. X 19 pero también XIII 4).

## Diversas vicisitudes
En el año 613 los persas invadieron Jerusalén y aniquilaron la guarnición bizantina. El rey persa Cosroes II Abharwez (el Victorioso) mandó al obispo de Jerusalén deportado, junto con las reliquias de la cruz, a la ciudad de Ctesifonte, cerca de Bagdad. 
La indignación de los bizantinos fue tal que inmediatamente hicieron la guerra contra los persas. Tras la rendición del rey, el emperador Heraclio pidió que se le fuera devuelta la reliquia. Este se llevó en procesión la parte de la cruz a Constantinopla y mandó reedificar la iglesia del Santo Sepulcro. 
Un año después, las reliquias eran devueltas a Jerusalén. 
En el año 638 los musulmanes reconquistaron Jerusalén y con ella tomaron control sobre la reliquia de la cruz. Entre momentos de tolerancia y de venganzas, la cruz quedó en sus manos junto con la ciudad. Tras ser recuperada por los cruzados la ciudad de Jerusalén tomó el apelativo de civitas crucis pues ahí se encontraba la reliquia más importante de la cristiandad. 
Se encomendó su custodia a la Orden del Temple, que la portaba en las batallas más decisivas para asegurar la victoria.
Caída en manos del sultán Saladino tras la batalla de Hattin (1187), se pierde toda traza de la cruz, que es reclamada infructuosamente por el rey de Aragón Jaime II al sultán Muhammad An-Nasir, en las embajadas llevadas a cabo en el marco del rescate del comandante templario de la guarnición de la isla de Arwad (fray Dalmau de Rocabertí), las más intensas de las cuales son de 1303-1304 y 1305-1306 (llevadas a cabo por Eymeric de Usall).

## Reliquias de laVera Cruz
Hay narraciones acerca de trozos de la cruz desde fines del siglo IV, cuando se comenzó la repartición de fragmentos de ella. Las de las iglesias eran conservadas en cajas llamadas «estauroteca»  que tenían forma de cruz y tenían al centro un vano para colocar la reliquia. Sobre el vano se solía poner una piedra preciosa que impedía el contacto visual con el trozo de madera. Desde el siglo VI las estaurotecas colocan un cristal en vez de la piedra.
Las más famosas estaurotecas son: la de Limburgo (datada en el siglo X), la de la catedral de Cosenza y de la catedral de Nápoles (siglo XII). También tiene renombre la de la catedral de Génova (siglo XIII).
En Europa desde la Edad Media, hubo muchas reliquias de la Vera Cruz al punto que Calvino llegó a decir (en su Traité Des  Reliques, una obra de polémica) que con toda esa madera podría construirse un barco de gran tamaño. No obstante, en 1870  Charles Rohault de Fleury(fr) estudió el tema en su "Mémoire sur les instruments de la Passion" y llegó a la conclusión de que la suma de todas las reliquias de la Cruz existentes alcanzan a un tercio de una cruz de tres metros de altura.
Una de las reliquias (considerada auténtica) se encuentra en la Basílica de la Santa Cruz de Jerusalén en Roma, a pocos metros de la Basílica de San Juan de Letrán. Otros fragmentos también se encuentran en España, en el monasterio de Santo Toribio de Liébana (Cantabria) y en Caravaca de la Cruz, (Murcia).

### Lignum crucis de Santo Toribio de Liébana

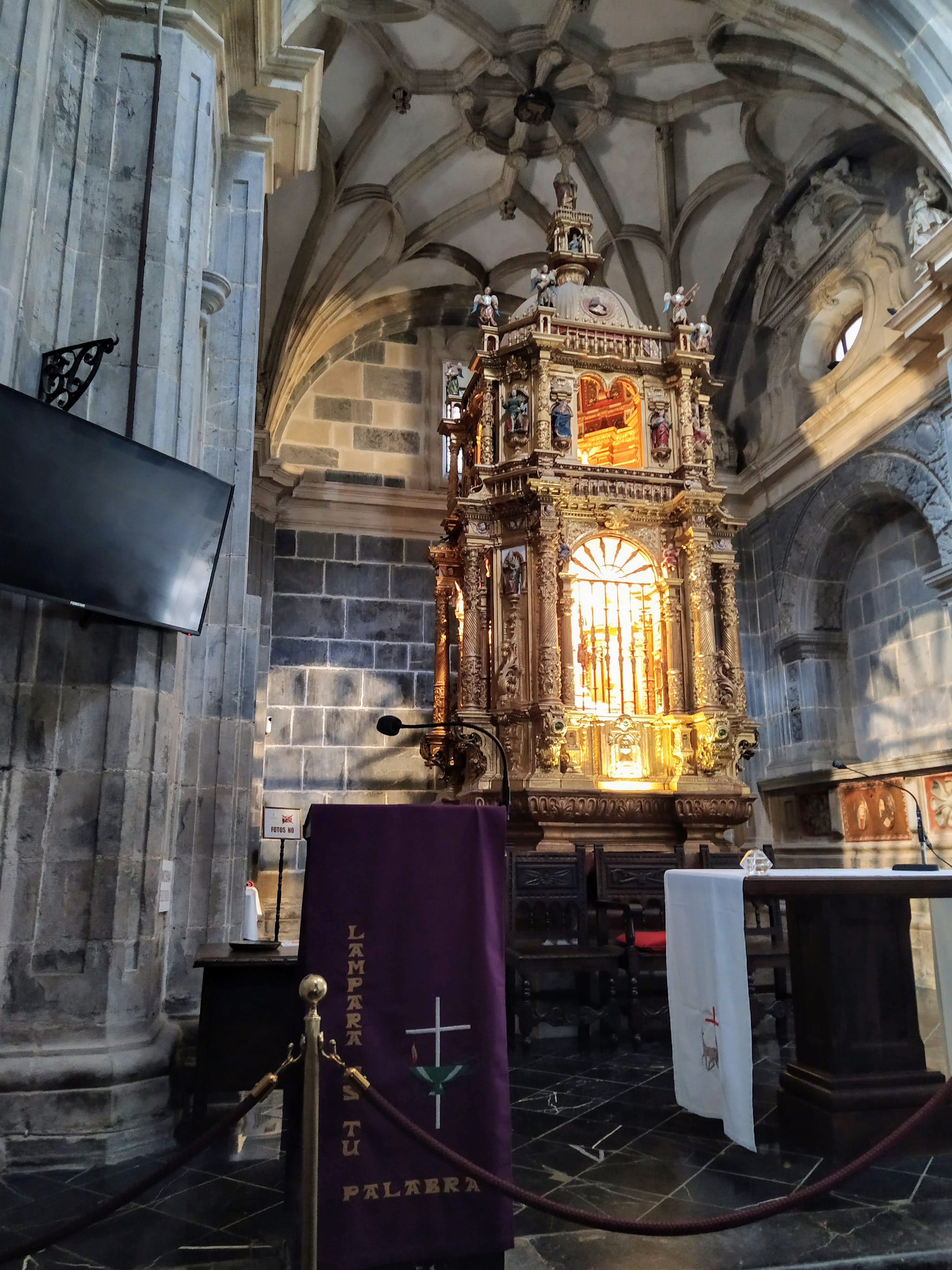
Baldaquino que guarda el Lignum crucis en el monasterio de Santo Toribio de Liébana.

La reliquia más grande conservada se encuentra en el monasterio de Santo Toribio de Liébana, Cantabria, España. La tradición la relaciona con el origen del monasterio, pero lo más verosímil es que fuese traída al mismo tiempo que los restos de santo Toribio de Astorga, alrededor del siglo VIII. Según el P. Sandoval, cronista de la orden benedictina, esta reliquia corresponde al «brazo izquierdo de la Santa Cruz, que Santa Elena (madre del emperador Constantino, en el siglo IV) dejó en Jerusalén cuando descubrió las cruces de Cristo y los ladrones. Está cerrada y puesta en modo de cruz, quedando entero el agujero sagrado donde clavaron la mano de Cristo».
La madera se encuentra, pues, dentro de un relicario en forma de cruz de plata dorada, con cabos flordelisados, de tradición gótica, realizada en un taller vallisoletano en 1679.
Las medidas del leño santo son de 635 mm el palo vertical y 393 mm el travesaño, con un grosor de 40 mm, siendo así la reliquia más grande conservada de la cruz de Cristo, por delante de la que se custodia en San Pedro del Vaticano.
Un análisis científico de la madera de este trozo determinó que la especie botánica de la madera es Cupressus sempervirens L. (ciprés), tratándose de una madera extraordinariamente vieja, con lo que no excluye la posibilidad de que dicha madera pueda alcanzar una edad superior al periodo de tiempo correspondiente a la era común. El mismo estudio especifica que Palestina se sitúa dentro del área geográfica de Cupressus sempervirens.
En relación con las embajadas del reinado de Jaime II de Aragón, aparecen fragmentos de la Vera Cruz en Santa Maria dels Turers de Bañolas (Gerona) (de donde era Eymeric de Usall, el embajador) y en la Cruz procesional del monasterio de Santa María de Vilabertrán, lugar de entierro de la familia de los vizcondes de Peralada-Rocabertí, y donde murió fray Dalmau de Rocabertí en el año 1326; esta cruz incorpora camafeos egipcios.

## Otras reliquias

### Europa
Austria
• Abadía de Heiligenkreuz
- Viena, en el Tesoro Imperial (Schatzkammer)

Bélgica
- Bruselas, Catedral de San Miguel y Santa Gúdula
- Gante, Catedral de San Bavón
- Amberes, Catedral de Nuestra Señora

Bulgaria
- Monasterio de Rila

Grecia
- Monte Athos, Monasterio de Xeropotamou
- Monte Athos, Monasterio de Koutloumousiou
- Monte Athos, Monasterio de Megisti Lavra
- Monasterio de Varlaam, Meteora
- Monasterio de Agia Triada, Meteora

Eslovaquia
• Bratislava, Catedral de San Martín
Francia
- Nancy, Catedral de Nancy
- París, Sainte-Chapelle: Construida en el siglo XIII por orden de Luis IX (San Luis), la Sainte-Chapelle fue diseñada para albergar las reliquias de la Pasión, incluida la Sagrada Corona de Espinas y un fragmento de la Vera Cruz, adquiridos por el rey en 1239 y 1241.
- Orleans, Catedral de Santa Cruz: Esta catedral, dedicada a la Santa Cruz, guarda reliquias de la cruz en la que fue crucificado Jesús. Las reliquias están expuestas en la sacristía, junto con otros objetos sagrados.
- La Vraie-Croix, en Bretaña: En la capilla de la Vera Cruz se conservan reliquias traídas en la Edad Media por un caballero cruzado.
- Poitiers, Catedral de Poitiers: Conserva una reliquia de la Vera Cruz, donada a Carlomagno.
- Abadía de Saint-Michel de Cuxa (Pirineos Orientales)
- Sens, Catedral
- Toulouse, Catedral

Italia
- Roma, Basílica de Santa Cruz en Jerusalén
- Padua, Basílica del Santo

#### España
En España algunas cofradías poseen un lignum crucis que, generalmente, acompaña a sus imágenes titulares durante la Semana Santa. Este es el caso de la Real Cofradía del Santísimo Sacramento de Minerva y la Santa Vera Cruz de León, donada por el obispo Luis Almarcha en 1959, o la Hermandad malagueña del Monte Calvario. En la misma provincia de Málaga, en la ciudad de Vélez-Málaga dos hermandades portan también reliquias del lignum crucis: la Archicofradia de Nuestro Padre Jesús Nazareno «el Pobre» y María Santísima de la Esperanza y la Cofradía del Santísimo Cristo de los Vigías y Nuestra Señora del Mayor Dolor, ambas corporaciones con un nazareno portándola sobre una cruz o reliquiario. 
En la Semana Santa de Andújar, Jaén, la Venerable Hermandad de Nuestra Señora de las Angustias, porta en el paso de costaleros de salida del Viernes Santo por ta un lignum crucis dentro de un relicario de plata de ley que data del siglo XV.
En la provincia de Córdoba, La Hermandad del Calvario de Puente Genil, porta la reliquia el Martes Santo en su estación de penitencia. También la Hermandad de la Veracruz de Aguilar de la Frontera, porta presidiendo su paso de palio en la tarde del Jueves Santo un lignum crucis.
En la provincia de Granada, en la ciudad de Loja, la Real Cofradía de la Santa Vera Cruz, Jesús Preso y Nuestra Señora de los Dolores, decana de la provincia de Granada fundada en 1543 posee un lignum Crucis lacrado por el obispo Giovanni Battista Rossi en 1837.
En la Semana Santa de Sevilla, la Hermandad de Vera Cruz porta un relicario con el lignum crucis que es besado por los fieles durante su estación de penitencia. Aparte, otras dos hermandades portan un Lignum Crucis acompañando a las Vírgenes en un pequeño reliquiario, como la Hermandad de La Lanzada y la Hermandad de La Estrella. Además de las hermandades erigidas canónicamente por la Iglesia católica, en Sevilla, el GF de Salud y Esperanza también cuenta con un relicario lignum crucis, anterior al siglo XVII certificado con la "auténtica", datada el 6 de febrero de 1754, así como con el lacre y sello pontificio correspondiente. La reliquia se presenta protegida en una cruz realizada en cristal de roca, rematada las cantoneras con una laminilla de plata de ley que sirve de cierre lacrado para el sello pontificio. La reliquia se encuentra expuesta a devoción pública durante todo el año, conforme a lo establecido en el c. 1189 CIC 83, en un relicario de cristal reforzado y durante la salidas procesionales que realizan es portado por uno de los hermanos.
En la provincia de Sevilla, la Hermandad de los Dolores en El Viso del Alcor, porta un relicario de plata en forma de cruz con el lignum crucis que, al igual que el sevillano de la Hermandad de la Vera-Cruz, es besado por los fieles durante su estación de penitencia en Semana Santa. Posteriormente, en la procesión del Corpus Christi, ese mismo relicario procesiona en el segundo de los tres pasos que componen la procesión. 
También en Marchena, la cofradía de la Vera-Cruz porta un relicario similar con el lignum crucis durante la procesión de la noche del Jueves Santo. Así mismo el Jueves Santo, la Hermandad de la Vera-Cruz de Dos Hermanas porta al igual que la de Sevilla, en su estación de penitencia el lignum crucis, que es ofrecido a los fieles para su veneración y posibilidad de besarlo durante el cortejo
La Hermandad de la Vera-Cruz de Alcalá del Río de Sevilla, desde 1991 incluye en su «Estación de Penitencia» del Jueves Santo una reliquia del santo lignum crucis. Donada por el sacerdote Antonio González de la Cueva perteneciente a su familia desde su nacimiento y que procedía del Hospital del Cristo de los Dolores, vulgo «del Pozo Santo de Sevilla». El sacerdote predicó aquel año del 1991 el Quinario de la Hermandad en honor al Santísimo Cristo de la Vera-Cruz, y viendo la devoción popular decidió donar esta reliquia a la Hermandad.
La Ilustre Hermandad de la Santa Vera Cruz —la más antigua de Gijón, fundada en 1645— también cuenta con un lignum crucis formado por dos fragmentos o astillas de madera dispuestos en forma de cruz. En el anverso de la reliquia se observa un sello de lacre rojo y sobre él se encuentra grabado un escudo heráldico que atestigua que la reliquia perteneció a Alessandro Vincenzo Luigi d'Angennes (Turín, 1781-Vercelli, 1869), ordenado sacerdote en la iglesia de la Santa Cruz de Turín en la que se resguarda otro lignum crucis.
Es célebre la llamada cruz de Caravaca que custodiada por la Real e Ilustre Cofradía de la Santísima y Vera Cruz en la basílica de la Vera Cruz celebra concedido por Juan Pablo II y a perpetuidad cada siete cursos año santo jubilar. La sagrada reliquia fue foco de peregrinación ya desde el siglo XIV y recibe hoy millones de fieles.
La Capilla de la Vera Cruz en la colegiata de Santa María la Mayor de Caspe (Zaragoza)expone al público la Vera Cruz de Caspe. Esta reliquia (uno de los fragmentos de mayor tamaño en el mundo), sale en la procesión de la Semana Santa, custodiada por la Cofradía de la Vera Cruz.
En la Semana Santa en Valladolid, la Cofradía de la Santa Vera-Cruz cierra su procesión de Regla con la custodia del lignum crucis, labrada en oro y piedras preciosas entre 1500 y 1550. Posee base octogonal y en su cuerpo inferior se reproduce la escena de Adán y Eva ante el árbol de la vida. En su parte superior, se encuentra el ostensorio, donde se encuentra alojado un fragmento de la madera procedente de Liébana.
En Salamanca la cofradía de la Vera Cruz abre la procesión del Resucitado con el paso del Lignum Crucis, un relicario en plata con forma de cruz labrado por Pedro Benítez en 1675 que contiene en la intersección de los brazos una reliquia de la Cruz donada por fray Juan de San Antonio.
En la Semana Santa soriana, la Cofradía del Santo Entierro de Cristo de Soria, porta a hombros el paso del lignum crucis (1968), que porta la reliquia de la Santa Cruz llegada a Soria en 1522, cuando el papa Adriano VI la requirió para venerarla devolviéndola al año siguiente.
En la Semana Santa de Murcia, la Cofradía del Santo Sepulcro porta una reliquia del lignum crucis junto al Cristo de Santa Clara la Real en un relicario de oro y plata con forma de sol.
En la Iglesia Matriz de la Concepción de Santa Cruz de Tenerife (Canarias) se guarda la cruz fundacional de la capital canaria, considerada una reliquia en sí misma. Se custodia en una urna de cristal con forma de cruz. Dicha cruz posee el patronazgo de la ciudad compartido con Santiago el Mayor. La Santa Cruz es también patrona de la localidad del Puerto de La Cruz, situada también en Tenerife.
También existen restos del lignum crucis en la iglesia de la Concepción de San Cristóbal de La Laguna.
Polonia
• Wrocław, Catedral de San Juan
• Wawel, Catedral de Wawel, Cracovia
• Opole, Santuario de la Santa Cruz
• Varsovia, Iglesia de la Santa Cruz
• Monasterio de la Santa Cruz (Święty Krzyż), Monte Łysa Góra
Portugal
• Coímbra, catedral
• Monasterio de Batalha
República Checa
• Praga, Catedral de San Vito
Serbia
• Monasterio de Studenica

### América Latina
En la Semana Santa de Guatemala, solo existe un lignum Crucis auténtico que pertenece a la Cofradía de la Santa Vera Cruz del templo histórico de San Francisco en la ciudad capital desde 1533.
En Popayán (Colombia) se encuentra una imagen de Jesucristo crucificado, denominado "Santo Cristo de la Veracruz", obra del jienense Juan Martínez Montañés de principios del siglo XVII. Se dice que en el interior de la cruz de esta imagen se encuentra un pequeño fragmento o astilla de la cruz original de Cristo, adquirida por el conquistador Sebastián de Belalcázar en España. El Santo Cristo de la Veracruz se encuentra en la Iglesia de San Francisco.
En Honduras se conserva un fragmento de la Vera Cruz que fue donado por el Museo de Historia de Bulgaria, en un gesto de hermandad entre ambos pueblos; junto con Venezuela (iglesia La Santa Cruz en Barquisimeto, estado Lara), México, Guatemala (cuenta con dos fragmentos, en la iglesia de San Francisco y en la iglesia de la Recolección, ambas ubicadas en la ciudad capital de Guatemala), en  Costa Rica se guarda una astilla en la Catedral Metropolitana, Colombia, Nicaragua, Chile (Basílica de la Merced, Parroquia de la Vera Cruz en Arquidiócesis de Santiago de Chile e Iglesia de los Sagrados Corazones en Diócesis de Valparaíso, y Perú ( Basílica de la Vera Cruz en el  centro de Lima), serían los únicos países latinoamericanos en poseer una fragmento de la Vera Cruz.
Otra de las astillas es venerada en el Santuario del Señor de la Buena Muerte, en Reducción, provincia de Córdoba en Argentina. La "reducción de indios pampas" fue luego abandonada con la expulsión de los jesuitas del continente americano, y pasó a manos de los franciscanos, para finalmente quedar a cargo de sacerdotes diocesanos. Su fiesta principal el 3 de mayo, aunque justamente fue fundado un 14 de septiembre, fecha de la Exaltación de la Santa Cruz.

## Árbol de la cruz
Lignum crucis se puede traducir también como «árbol de la cruz» y bajo este apelativo algunos artistas pintan o esculpen la cruz donde murió Cristo como un árbol con ramas, flores, hojas y frutos.
La comparación original de la cruz con el árbol de la vida, al parecer se debe a Tertuliano aunque fue tratada con detalle por Buenaventura en su libro Lignum vitae. Luego también fue glosada por otros autores cristianos como Maestro Eckhart o Juan Taulero. 
La imagen es también usada en el himno Crux fidelis de Venancio Fortunato: 
Crux fidelis inter omnes

arbor una nobilis,

nulla talem silva profert,

flore fronde germine!

Dulce lignum

dulces clavos,

dulce pondus sustinens.
La comparación se establece al considerar a Cristo como «nuevo Adán». De esta manera, la cruz sería la antítesis del árbol de la serpiente del Génesis. Esta imagen se popularizó enormemente desde el siglo XIV.